# Altrincham Football Club
O Altrincham Football Club é um clube de futebol da Inglaterra. Atualmente disputa a National League North, equivalente à Sexta Divisão do Campeonato Inglês.

## História
Fundado em 1891, o Altrincham só conseguiu se destacar na década de 1960, quando um diretor do clube, Noel White contratou o técnico Freddie Pye. Um dos pilares para esse destaque foi o atacante Jackie Swindells que, em 1965, marcou incríveis 82 gols em 63 partidas. 

### Recordes
- O maior público registrado pelo Altrincham F.C. foi 10,275 pessoas em 28 de fevereiro de 1925, em um amistoso disputado contra o Sunderland.
- O maior de artilheiro em apenas uma temporada é  Jackie Swindells, quando marcou 56 gols em 42 jogos na temporada 1965-66.

## Títulos

### Liga
- National League: 2

1979–80, 1980–81
- Northern Premier League: 2

1998–99, 2017–18
- Manchester League: 2

1904–05, 1906–07
- Cheshire County League: 2

1965–66, 1966–67

### Copa
- FA Trophy: 2

1977–78, 1985–86
- Bob Lord Trophy: 1

1980–81
- Challenge Cup: 2

1969–70, 1997–98